# Deep Dream
Deep Dream è un programma di elaborazione delle immagini scritto da Google. Utilizza una rete neurale convoluzionale per trovare e potenziare degli schemi all'interno di immagini tramite una pareidolia algoritmica, creando effetti allucinogeni che richiamano le sembianze di un sogno.

## Software

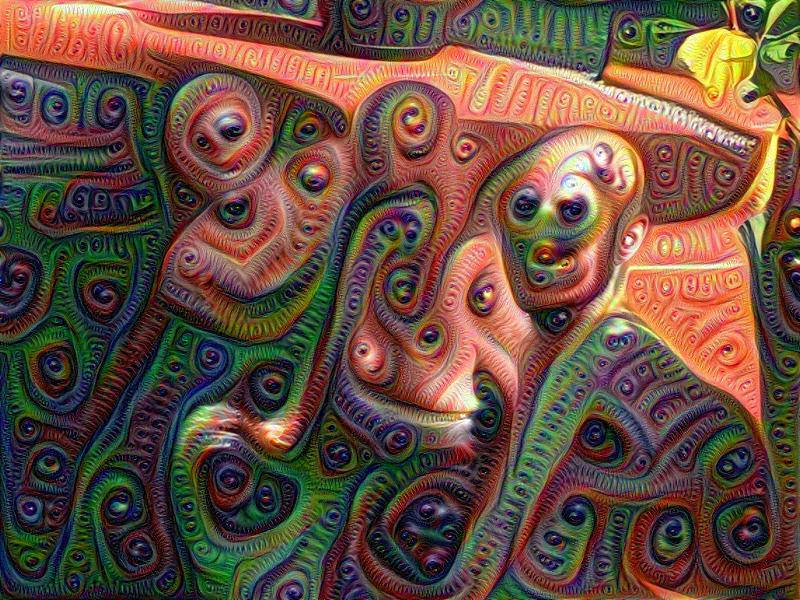
Immagine di tre uomini in una piscina processata con Deep Dream

Il software Deep Dream, il cui nome in codice iniziale era "Inception", dal film omonimo, venne sviluppato per l'ImageNet Large-Scale Visual Recognition Challenge (ILSVRC) nel 2014 e distribuito a luglio 2015. Il software è progettato per riconoscere volti e altri pattern all'interno di immagini, con l'obiettivo di classificarle automaticamente.
Dopo alcune reiterazioni si ottiene una forma di illusione pareidolitica consistente di immagini psichedeliche e surreali. La somiglianza spesso citata delle immagini agli effetti indotti da LSD e psilocibina suggerisce una somiglianza funzionale fra la rete neurale artificiale e particolari strati della corteccia visiva.
Dopo la pubblicazione da parte di Google, il codice del programma è stato reso open source. Di conseguenza sul mercato sono apparsi molti tool sotto forma di web service, applicazioni mobili e desktop per permettere agli utenti di applicare tali effetti alle proprie fotografie.

## Uso
Nel 2021, uno studio pubblicato sulla rivista scientifica Entropy ha dimostrato, con prove neuroscientifiche, la similarità tra l'esperienza visiva di Deep Dream e quella derivante dall'ingestione di sostanze psichedeliche. Gli autori dello studio hanno registrato il segnale elettroencefalografico (EEG) di partecipanti umani mentre guardavano passivamente un video e lo stesso video modificato da Deep Dream. I risultati sono stati che durante la visione del video modificato da Deep Dream il segnale EEG mostrava un alto livello di entropia e di connettività funzionale tra le aree del cervello, entrambi biomarkers dell'esperienza psichedelica conosciuti nella letteratura scientifica.